# Hyphinoe asphaltina
Hyphinoe asphaltina är en insektsart som beskrevs av Leon Fairmaire. Hyphinoe asphaltina ingår i släktet Hyphinoe och familjen hornstritar. Inga underarter finns listade i Catalogue of Life.